# Cytosol
Ne doit pas être confondu avec cytoplasme.

Diagramme d'une cellule :
1. Nucléole
2. Noyau
3. Ribosome
4. Vésicule
5. Réticulum endoplasmique rugueux (ou granuleux), aussi appelé ergastoplasme
6. Appareil de Golgi
7. Cytosquelette
8. Réticulum endoplasmique lisse
9. Mitochondrie
10. Vacuole dans les cellules végétales
11. Cytosol
12. Lysosome dans les cellules animales
13. Centriole

Le cytosol ou cytosole est, en biologie cellulaire, la phase liquide dans laquelle baignent les organites cytoplasmiques présents à l'intérieur des cellules. Le cytosol constitue, avec le cytosquelette, le hyaloplasme. Chez les procaryotes, l'ADN baigne dans le hyaloplasme, délimité par la membrane plasmique, alors que chez les eucaryotes, il est séparé du hyaloplasme par la membrane nucléaire.

## Étymologie
Le terme cytosol a pour origine le préfixe cyto-, signifiant cellule, et sol, pour solution liquide.
Hyaloplasme a pour étymologie le grec ancien ὕαλος, hyalos (« verre », « cristal » et, par extension, « transparent ») et -plasme. Le terme est créé par Pfeffer (1877) pour désigner la substance fondamentale semi-liquide du cytoplasme.

## Différences

### Entre cytosol et cytoplasme
Le cytosol est la fraction semi-liquide du cytoplasme qui baigne les organites cellulaires.
Le cytoplasme, lui, est l'ensemble constitué du cytosol et des organites. Il occupe l'espace situé entre le noyau et la membrane plasmique.

### Entre cytosol et hyaloplasme
De nombreux articles mentionnent une équivalence entre cytosol et hyaloplasme. D'autres au contraire rappellent que le hyaloplasme est composé du cytosol et du cytosquelette :
- le cytosol est obtenu par centrifugation différentielle qui sépare les organites ; c'est le dernier surnageant de centrifugation ;
- le cytosquelette est composé de microfilaments d'actine, de filaments intermédiaires et de microtubules.

D'autres sources réservent l'appellation de cytosol aux cellules animales, utilisant sinon celle de hyaloplasme.

## Description
Le cytosol représente la phase liquide où baignent les organites cytoplasmiques, c'est-à-dire le morphoplasme : le noyau, le réticulum endoplasmique granuleux (REG), le réticulum endoplasmique lisse (REL), l'appareil de Golgi, les différentes vacuoles, les peroxysomes, les mitochondries et les chloroplastes (chez les plantes). Il est limité par la membrane plasmique et l'enveloppe nucléaire et ne contient que des substances solubles (ce qui inclut également les protéines, enzymes et l'ARN).
Son apparence est granuleuse mais uniquement après fixation en microscopie électronique, tandis qu'en microscopie optique il paraît optiquement vide cependant on peut tout de même y différencier les vacuoles ou globules lipidiques et les particules de glycogène. Ces enclaves lipidiques et glycogéniques peuvent être utilisées par la cellule pour fournir de l'énergie, puis elles disparaissent.

### Globule lipidique
Ces enclaves lipidiques de quelques microns de diamètre peuvent exister dans toutes les cellules. Elles ne possèdent pas de membrane. Les adipocytes du tissu conjonctif représentent une forme avancée de différenciation cellulaire adaptée au stockage des lipides (triglycérides).

### Particules de glycogène
Leur topographie (souvent à proximité du REL) et le nombre de ces particules est fonction de la physiologie de la cellule. Ces particules se différencient en deux types :
- les particules sphériques isolées (de 15 à 30 nm de diamètre) présentes dans le cytoplasme des cellules musculaires et des granulocytes neutrophile ;
- les particules muriformes (de 100 à 200 nm de diamètre) présentes dans le cytoplasme des cellules hépatiques.

## Constitution biochimique

### L'eau dans le cytosol
Elle constitue en moyenne 85 % du cytosol et se retrouve sous trois formes :
- l'eau liée qui participe à la constitution de macromolécules ;
- l'eau d'hydratation liée par liaison électrostatique aux groupes polaires de macromolécules ;
- l'eau libre qui représente seulement 1/3 du total des molécules d'eau[5].

### Les molécules dans le cytosol
La majorité des molécules non protéiques qui le compose sont d'une masse moléculaire inférieure à 300 Da. Ces petites molécules constituent un mélange d'une très grande complexité, car le métabolisme cellulaire des cellules qui les transforme ou produit (appelés métabolites) est d'une extrême variété. On compte jusqu'à 200 000 petites molécules différentes pour les plantes et jusqu'à 1 000 pour les levures boulangères ou Escherichia coli.
- Les petites molécules : ions inorganiques ({\displaystyle K^{+}} en grande quantité et très peu de {\displaystyle Na^{+}} et {\displaystyle Cl^{-}} (présents en grande quantité dans le milieu extracellulaire) intervenant dans la pression osmotique), cations divalents {\displaystyle Mg^{2+}} et {\displaystyle Ca^{2+}} (souvent chélatés par de grosses molécules protéiques), les gaz dissous ({\displaystyle CO_{2}}, {\displaystyle O_{2}}, etc.)
- Les molécules de taille moyenne : glucides, lipides, acides aminés, nucléotides et métabolites divers.
- Les macromolécules hydrosolubles : protéines, polysaccharides, glycoprotéines, acides nucléiques solubles, etc.

### Conditions biochimiques du milieu
Le pH de la phase soluble est stable : pH 7, à l'exception de petites variations en fonction de la compartimentation par les cytomembranes. Avec ses macromolécules en suspension dans un milieu aqueux salé, le cytosol présente une viscosité 4 fois supérieure à celle de l'eau et correspond à un gel colloïde.

## Rôles et activités physiologiques du cytosol
Ils se regroupent en quatre types de fonction.

### Site de production d'énergie
- Glycolyse : la glycolyse est une série de dix réactions d'oxydoréduction catalysées chacune par une enzyme spécifique, qui se produisent dans le cytosol en milieu anaérobie, et qui transforment une molécule de glucose d'abord en deux trioses, qui seront ensuite oxydés en deux molécules d'acide pyruvique. Le bilan total de la glycolyse est la synthèse de deux molécules d’ATP (à partir d’ADP), et la réduction de deux NAD en 2 NADH + 2 H+.

### Réserve de macromolécules
- Régulation des pH intra et extracellulaire grâce à la grande quantité d'eau et d'ions.
- Réserve énergétiques grâce aux vacuoles lipidiques et glycogéniques.
- Réserve de matériaux nécessaires à la construction des édifices macromoléculaires.
- Activation de certaines molécules par phosphorylation.
- Transit de molécules protéiques et macromolécules.

### Carrefour de voies métaboliques
Il intervient dans l'anabolisme et le catabolisme des glucides, des acides aminés, des acides gras et des nucléotides.

### Transduction du signal
Il transmet des signaux à partir de la membrane plasmique vers les organites et le noyau.